# Едита Гербусь
Едита Гербусь (пол. Edyta Herbuś; * 26 лютого 1981, Кельці) — польська танцюристка, акторка та співачка.

## Біографія
Навчалася в танцювальній школі Step by Step у Кельцах. Чемпіонка Польщі, фіналістка Чемпіонатів Європи, переможниця танцювального конкурсу Євробачення 2008, інших міжнародних змагань. Стала широко відомою завдяки участі у телепроєкті «Taniec z gwiazdami» (Танець з зірками). Акторського мистецтва навчалась у видатного тренера-викладача Бернарда Хіллера (англ. Bernard Hiller).

## Фільмографія
- 2003 Plebania
- 2004/2007 Kryminalni (офіціантка Ада Панас)
- 2006 7 krasnoludków: Las to za mało — historia jeszcze prawdziwsza (Білосніжка)
- 2006–2007 Na Wspólnej (Уршула)
- 2007–2008 Tylko miłość (Зузанна)
- 2007 Świat według Kiepskich (Репортерка)
- 2008 Małgosia contra Małgosia (Małgosia)
- 2009 Zamiana (журналістка Едіта)
- 2009 Вольф Мессінг людина, що бачила крізь час[ru] (Анна)
- 2009–2010 Samo życie (Aneta Walińska)
- 2010  Nowa (Martyna Jewiasz)